# Georg Karl Neuner

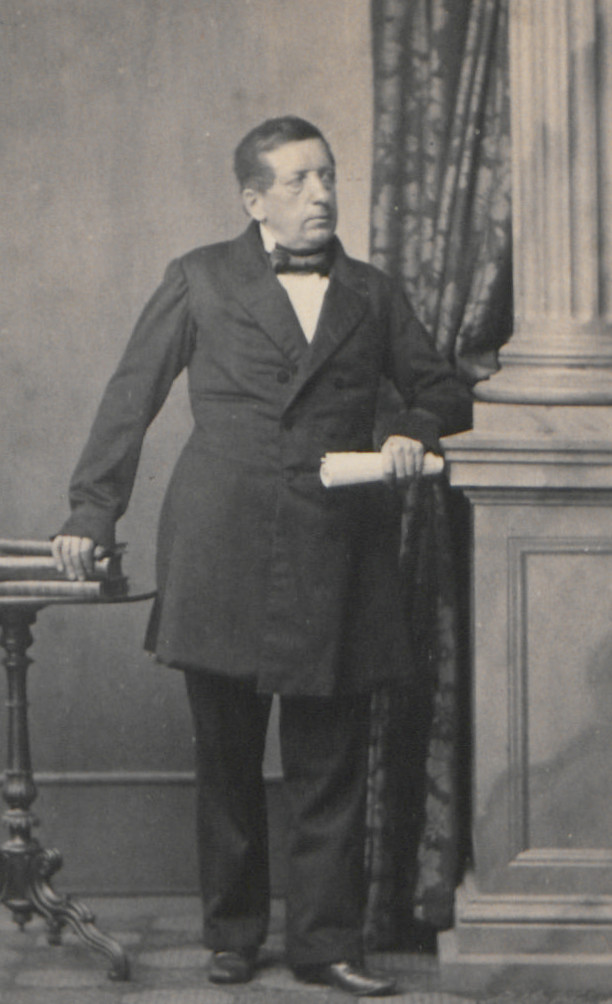
Georg Karl Neuner, fotografiert von Johann Martin Graack, 1861

Georg Karl Neuner (* 24. Juni 1815 in Darmstadt; † 29. August 1882 in Kiel) war ein deutscher Jurist. 

## Leben
Als Sohn eines Stabsarztes geboren, ging Neuner auf das Gymnasium in Darmstadt und studierte Rechtswissenschaften in Heidelberg und Gießen. Während seines Studiums wurde er 1834 Mitglied der Alten Heidelberger Burschenschaft Franconia und 1835 der Alten Gießener Burschenschaft Germania. 1834 wurde er von der Universität Heidelberg wegen seiner burschenschaftlichen Aktivität relegiert. Er wurde im Schwarzen Buch der Frankfurter Zentralbehörde (1833–1838) erwähnt. 1842 wurde er in Gießen zum Dr. iur. promoviert.
Nach seiner Zeit als Akzessist beim Hofgericht Darmstadt, bestand er 1847 die Staatsprüfung und wurde 1848 Privatdozent und 1851 außerordentlicher Professor für Römisches Recht an der Universität Gießen. 1854 ging er als ordentlicher Professor nach Kiel, wo er von 1874 bis 1876 Rektor der Universität war.

## Ehrungen
- 1874: Roter Adlerorden 4. Klasse
- 1876: Geheimer Justizrat

## Schriften
- Die Heredis institutio ex re certa. Eine civilistische Abhandlung. Ricker, Gießen 1855.
- Wesen und Arten der Privatrechtsverhältnisse. Eine civilistische Ausführung, nebst einem Anhange, den Grundriß zu einem neuen Systeme für die Darstellung des Pandektenrechts enthaltend. Schwers, Kiel 1866 (Nachdruck: Keip, Frankfurt am Main 1970).